# Stenus juvencus
Stenus juvencus är en skalbaggsart som beskrevs av Thomas Casey. Stenus juvencus ingår i släktet Stenus och familjen kortvingar. Inga underarter finns listade i Catalogue of Life.